# Eleccions a governador de Tòquio de 2014
Les eleccions a governador de Tòquio de 2014 es van celebrar el 9 de febrer de 2014 per tal de triar el nou governador de Tòquio, el qual substituiria a Naoki Inose.
L'ex ministre i lider del Nou Partit Reformista, en Yōichi Masuzoe va guanyar les eleccions amb un amplíssim marge del doble de vots respecte del segon candidat, l'advocat Kenji Utsunomiya.

## Antecedents
La seva dimissió es va produir en diversos preparatius per als Jocs Olímpics d'estiu de 2020, que havien estat adjudicats a Tòquio al començament de l'any, incloent la formació d'un comitè d'organització (previst per al febrer de 2014), l'assignació de 10,3 mil milions de iens en relació amb els Jocs Olímpics finançament i negociació amb el govern nacional sobre la construcció del nou estadi olímpic nacional.
La campanya electoral va començar a començar oficialment el 23 de gener de 2014 i va ser una de les tres proves electorals crítiques per al Partit Liberal Demòcrata a principis de 2014, juntament amb les eleccions al 19 de gener a Nago, Okinawa (àmpliament considerat com un referèndum sobre el pla de reubicació de la Marina Air Station de Futenma), en el qual l'alcalde en funcions, que està en contra del pla, va ser reelegit i les eleccions governamentals de finals de febrer a la prefectura de Yamaguchi.
Al principi, Yoichi Masuzoe va ser vist com el candidat més fort de la carrera a causa de la seva popularitat i el seu suport pel PLD. A mitjan gener, l'exprimer ministre Morihiro Hosokawa va sorgir com un segon candidat fort amb el suport de l'antic primer ministre del PLD, Junichirō Koizumi, amb la seva plataforma centrada en l'oposició a la represa de la generació d'energia nuclear al Japó. El primer ministre Shinzō Abe va manifestar la seva preocupació perquè la campanya se centrés en la qüestió nuclear a costa d'altres problemes. Masuzoe, que va recolzar una eliminació gradual de l'energia nuclear, va afirmar que "triar el governador de Tòquio (només) sobre si afavoreixen o s'oposen a l'energia nuclear sembla estrany". Masuzoe va ser avalat per LDP i Komeito, mentre que Hosokawa va ser avalada pel Partit Democràtic del Japó, el Partit de la Vida Popular i el Partit Unitat (Japó) i el partit socialdemòcrata del Japó i el partit comunista japonès va aprovar l'expresident de la Federació Japonesa de Bar Associacions, Kenji. Utsunomiya.
Hi havia 10,8 milions d'electors elegibles, un nou màxim històric. D'aquests, 7,4 milions viuen als barris especials de Tòquio, 3,3 milions a les ciutats, menys de 0,1 milions a les ciutats i pobles de Tama occidental i a les illes. En els tres primers dies de votació anticipada (possible a partir de l'endemà de l'inici de la campanya oficial), la participació va augmentar deu vegades més que en el mateix període de les anteriors eleccions governamentals de 2012; però el 2012, les eleccions nacionals de la Cambra de representants es van celebrar juntament amb les eleccions governamentals, i el període legal de campanyes per a les eleccions de representants és de dotze dies: cinc dies menys que a les eleccions per als governadors de prefectures, de manera que molts votants de principis de 2012 van esperar fins al oficial inici de la campanya de la cambra baixa per emetre les seves votacions en ambdues eleccions. En comparació amb les eleccions governamentals de 2011, quan no es van celebrar eleccions nacionals simultàniament, la participació en els tres primers dies de vot anticipat va augmentar un 60%. Una tempesta de neu va colpejar el Japó oriental el dia abans de les eleccions, aconseguint la major part de la neu a Tòquio en dues dècades. La neu residual als carrers va afectar la participació dels votants el dia de les eleccions.
A la remota illa de Haha-jima al poble d'Ogasawara, les eleccions es van celebrar un dia abans que a la resta de Tòquio (kuriage-tōhyō), és a dir, el dia de les eleccions és el 8 de febrer.

## Resultats[9]
| Partit                                                                                                  | Candidat          | Vots      | %      |
| --- | ----------------- | --------- | ------ |
| Independent (Amb el suport del Partit Liberal Democràtic, Komeito i Nou Partit Reformista.)             | Yōichi Masuzoe    | 2.112.979 | 42,86% |
| Independent (Amb el suport del Partit Comunista del Japó, Partit Socialdemòcrata, i els Verds del Japó) | Kenji Utsunomiya  | 982.595   | 19,93% |
| Independent (Amb el suport del Partit Democràtic i altres formacions menors)                            | Morihiro Hosokawa | 956.063   | 19,39% |
| Independent                                                                                             | Toshio Tamogami   | 610.865   | 12,39% |
| Independent                                                                                             | Kazuma Ieiri      | 88.936    | 1,80%  |
| Independent                                                                                             | Yoshirô Nakamatsu | 64.774    | 1,31%  |
| Independent                                                                                             | Mac Akasaka       | 15.070    | 0,31%  |
| Total (participació: 46,14 %)                                                                           |                   |           |        |

Kenji Himeji, Masaichi Igarashi, Hiroshi Kaneko, Chikanori Matsuyama, Tomoharu Nakagawa, Hisao Naito, Takashi Negami, Eiichi Sato and Tatsuo Suzuki també aparegueren en el recompte, tot i que cadascun d'ells no superava els 5.000 vots.